# タイ団結国家建設党
タイ団結国家建設党（タイだんけつこっかけんせつとう、タイ語：พรรครวมไทยสร้างชาติ）は、タイ王国の政党。タイの下院である人民代表院では第5党として知られる政党である。

## 概要
2021年3月31日に、セクサコーン・アターウォーンを創立者として、第5/2021号として政党登録されたことで結党した。結党目的として、2014年タイ軍事クーデターによって権力を掌握したプラユット・チャンオチャを、2023年タイ総選挙において支援する事を目的としているとされている。事実、プラユットがこの党へ与えている影響力は大きく党の名前もプラユットの提案であった。翌年12月23日、プラユットは正式に入党した。経緯として、プラユット・チャンオチャ政権のトップ2であり政軍共に力を有していたプラウィット・ウォンスワン(国民国家の力党党首)将軍との政治上の対立が顕著になったという事情があった。そのような状況で迎えた選挙前では、当時着実に政治的人気を若者に強い支持を受け大きく獲得していた前進党のピター・リムジャロェーンラットとの一騎打ちすらままならず、結果選挙では第5党として大惨敗を喫した。これを受けプラユットも政治生命から引退する旨の声明をFacebookから出した。しかし未だに第5党という、最大野党である前進党や、プアタイ党には勝らずとも巨大な党勢を保っており、タイ政界では今でも強い注目を集めている。

## 党名
当記事ではタイ団結国家建設党(タイ語：พรรครวมไทยสร้างชาติ)としているが、新党であるためか日本語での表記には大きな揺らぎがある。統一党、国家建設党、団結党、更にはタイを統一して国家を建設する党といった表記も存在している。そのため英語表記の略称であるUTNやUTNPと表記されることも多い。
タイ語：พรรครวมไทยสร้างชาติ
(パーック・ルワン・タイ・サン・チャーット)
英語：United Thai Nation Party

## 党歌
選挙キャンペーンの一環として、団結国家建設党は党のイメージソングを作る事で支持を集めた。「トゥーおじさんはどこ？(ลุงตู่อยู่ไหน?)」(ルントゥー・ユナーイ、トゥーとはプラユット・チャンオチャの愛称)というフレーズのキャッチコピーはタイでも強く注目を受け、支持者は集ってこの曲を歌った。しかし逆にSNSではプラユットへの批判や皮肉を混ぜた替え歌が流行し、逆にライバル党である前進党の躍進に繋がったと見られることがある。